# Медвежья (приток Берёзовки)
Медве́жья — река в России, протекает по Парабельскому району Томской области. Устье реки находится в 62 км по левому берегу реки Берёзовка. Длина реки составляет 25 км. Высота устья — 88,1 м над уровнем моря.

## Данные водного реестра
По данным государственного водного реестра России относится к Верхнеобскому бассейновому округу, водохозяйственный участок реки — Кеть, речной подбассейн реки — бассейн притоков (Верхней) Оби от Чулыма до Кети. Речной бассейн реки — (Верхняя) Обь до впадения Иртыша.
Код объекта в государственном водном реестре — 13010600112115200028235.